# Tom Hagan
Thomas Medard Hagan, detto Tom (Louisville, 29 gennaio 1947), è un ex cestista statunitense, professionista nella ABA.

## Carriera
Venne selezionato dai San Francisco Warriors al terzo giro del Draft NBA 1969 (36ª scelta assoluta).